# Campeonato Europeo de Tiro con Arco al Aire Libre de 1974
El IV Campeonato Europeo de Tiro con Arco al Aire Libre se celebró en Zagreb (Yugoslavia) entre el 23 y el 26 de agosto de 1974 bajo la organización de la Unión Europea de Tiro con Arco (WAE) y la Federación  de Tiro con Arco.

## Resultados

### Masculino
| Evento                  | Oro                                             | Plata                                                 | Bronce                                                           |
| ----------------------- | ----------------------------------------------- | ----------------------------------------------------- | ---------------------------------------------------------------- |
| Arco recurvo individual | Rudolf Schiffl RFA                              | Paul Jacobs · Bélgica                                 | Jukka Inkeri · Finlandia                                         |
| Arco recurvo por equipo | Rudolf Schiffl Franz Enderle Werner Liebert RFA | Henrik Brandt Arne Jacobsen Frithiof Rossen Dinamarca | Giancarlo Ferrari · Alfredo Massazza · Sante Spigarelli · Italia |

### Femenino
| Evento                  | Oro                                                | Plata                                                   | Bronce                                                         |
| ----------------------- | -------------------------------------------------- | ------------------------------------------------------- | -------------------------------------------------------------- |
| Arco recurvo individual | Barbara Gould Reino Unido                          | Emma Gapchenko URSS                                     | Galina Arjipova URSS                                           |
| Arco recurvo por equipo | Emma Gapchenko Galina Arjipova Yelena Veiland URSS | Barbara Gould Pauline Edwards Alice Wallace Reino Unido | Lena Sjöholm · Birgitta Sundmann · Anna-Lisa Berglund · Suecia |

## Medallero
| Núm. | País        | Oro | Plata | Bronce | Total |
| ---- | ----------- | --- | ----- | ------ | ----- |
| 1    | RFA         | 2   | 0     | 0      | 2     |
| 2    | URSS        | 1   | 1     | 1      | 3     |
| 3    | Reino Unido | 1   | 1     | 0      | 2     |
| 4    | Bélgica     | 0   | 1     | 0      | 1     |
| 4    | Dinamarca   | 0   | 1     | 0      | 1     |
| 6    | Finlandia   | 0   | 0     | 1      | 1     |
| 6    | Italia      | 0   | 0     | 1      | 1     |
| 6    | Suecia      | 0   | 0     | 1      | 1     |
|      | TOTAL       | 4   | 4     | 4      | 12    |